# Пребиш, Рауль
Рау́ль Пре́биш (исп. Raúl Prebisch; 17 апреля 1901[…], Сан-Мигель-де-Тукуман — 29 апреля 1986[…] или 15 апреля 1986, Сантьяго) — аргентинский экономист, один из авторов гипотезы Пребиша—Зингера, разработчик теории зависимого развития.

## Биография
Получил образование в университете Буэнос-Айреса. В 1925—1948 годах преподавал политическую экономию в этом университете и одновременно занимал ответственные посты ряда государственных финансовых и экономических учреждений. В 1925—1927 годах он — заместитель директора Государственного департамента статистики Аргентины, в 1927—1930 годах — директор Экономического института, в 1930—1933 годах — помощник министра финансов, в 1933—1935 годах — экономический советник правительства, в 1935—1943 годах — директор Центрального банка Аргентины.
Принял участие в создании Экономической комиссии ООН для Латинской Америки (ЭКЛА) в 1948 году и в 1950—1962 годах возглавлял её, занимая пост исполнительного секретаря. Группа латиноамериканских экономистов и социологов — сотрудников ЭКЛА при активном участии Пребиша разработала в 50-е годы «Доктрину ЭКЛА», получившую известность как теория «десаррольизма» (от испанского слова «развитие»), обосновывающая план модернизации стран Латинской Америки. «Доктрина ЭКЛА» нашла отражение в программе «Союза ради прогресса», выдвинутой президентом США Джоном Кеннеди в марте 1961 года и принятой 19 латиноамериканскими государствами на Межамериканской экономической конференции в августе 1961. Пребиш во главе комитета экспертов участвовал в осуществлении программы.
В 1964—1969 годах генеральный секретарь Конференции ООН по торговле и развитию (ЮНКТАД). В 1962—1964 годах и с 1969 года генеральный директор Латиноамериканского института экономического и социального планирования при ЭКЛА. Советник генерального секретаря ООН по проблемам развития.

## Научный вклад

### Импортозамещение
В своих работах отмечал причины отсталости стран «третьего мира» и предлагал стратегии их экономического роста. Обосновал и развил идеи импортозамещающей индустриализации, региональной экономической интеграции в Латинской Америке, преобразования аграрных структур, программирования развития. Выдвигал задачу «синтеза социализма и экономического либерализма».
Совместно с Хансом Зингером разработали гипотезу Пребиша—Зингера.

### Концепция центра—периферии и периферийного капитализма
Главное в концепции Пребиша то, что капиталистическая мировая экономика представляет собой единое целое, разграниченное на «центр», который включает в себя несколько высокоразвитых индустриальных держав («центров»), и «периферию», которую составляют в основном аграрные страны. Периферийные страны находятся в экономической зависимости от «центров», что препятствует их развитию. Важнейшая причина отсталости периферии — выкачивание центрами существенной части её доходов. В 70-х годах Пребиш написал несколько работ, которые были сведены в книгу «Периферийный капитализм: Кризис и трансформация» (1981). В этих работах он сформулировал теорию «периферийного капитализма», суть которой в том, что периферийные страны, как и страны, составляющие центр, являются капиталистическими, но их капитализм качественно отличается от капитализма «центров» в сфере техники, в производственной структуре и потреблении, в уровне развития и демократизации, в системе землевладения и демографическом росте.
Для преодоления этого состояния странам региона необходима модернизация экономической и социальной структуры и завоевание экономической самостоятельности и равноправного положения в мире. Чтобы добиться таких целей, нужны индустриализация, аграрная реформа, которая покончит с отсталыми аграрными отношениями, и интенсивное развитие сельского хозяйства, изменение структуры и географии внешнеэкономических связей. Большое значение имеют региональная экономическая интеграция и выработка новых, равноправных принципов мировой торговли и международных экономических отношений.

## Награды
За свои достижения Пребиш был награждён:
- 1971 — избран в Американскую академию искусств и наук
- 1974 — премия имени Джавахарлала Неру[англ.] за международное взаимопонимание
- 1977 — почётная медаль имени Дага Хаммаршельда от Немецкого общества Организации Объединенных Наций
- 1981 — премия «Третьего мира» от Фонда «Третий мир».